# Kasey Chambers

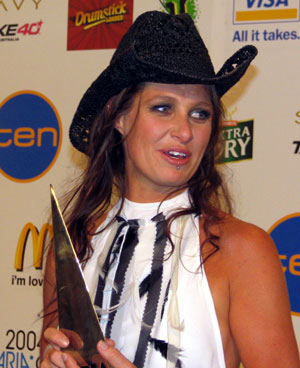
Kasey Chambers bei der Verleihung des ARIA Awards 2004

Kasey Chambers (* 4. Juni 1976 in Mount Gambier) ist eine australische Countrysängerin. Sie ist eine vielfache ARIA-Award-Preisträgerin und hat in Australien zahlreiche Platin-Schallplatten bekommen.

## Beginn der Karriere mit der Dead Ringer Band
Kurz nach ihrer Geburt zog die Familie (Vater Bill, Mutter Diane und älterer Bruder Nash) ins Nullarbor-Tiefland, wo sie von der Fuchsjagd lebten. Zu dieser Zeit saßen sie oft am Lagerfeuer und sangen gemeinsam. Nach zehn Jahren ging die Familie wieder zurück nach Southend, einem südaustralischen Fischerdorf in der Nähe von Mount Gambier.
1986 gründeten die Eltern die Dead Ringer Band, der sich Kasey und Nash ein Jahr später anschlossen. 1992 wurden sie hauptberufliche Musiker, wobei Bill Chambers viele ihrer Lieder schrieb. Für Slim Dusty schrieb Bill 1992 das Lied Things Just Aren’t the Same on the Land, das bei den Country Music Awards zum Lied des Jahres wurde. Ihr erstes Album hieß Red Desert Sky und erschien 1993 im kleinen Musikverlag Import Records.
Kurz danach unterschrieb die Dead Ringer Band bei EMI Records und brachte 1995 ihr zweites Album Home Fires heraus. Die Singleauskopplung Australian Song wurde Nummer 1 in den Charts und erhielt von der australischen ARIA die Auszeichnung als Countrylied des Jahres 1996. 1995 wurde die Gruppe beim Countryfestival von Tamworth zur Band des Jahres gekürt und erhielt die Goldene Gitarre. Im Jahr darauf erhielten sie den Mo Award als Gruppe des Jahres.
1997 brachte die Band Living in the Circle und 1998 Hopeville heraus. Kasey Chambers wurde als der neue Star am australischen Countryhimmel bekannt. 1998 löste sich die Dead Ringer Band jedoch auf, weil Bill und Diane sich trennten. Kasey zog auf die Norfolkinsel. Die Dead Ringer Band erhielt insgesamt zwei Auszeichnungen von der ARIA und sieben Goldene Gitarren.

## Erfolg als Solokünstlerin

### Die 2000er
Ende 1998 nahm Kasey Chambers innerhalb weniger Wochen mit The Captain auf Norfolk Island ihr erstes Soloalbum auf. Unterstützt wurde sie von ihrem Vater als Gitarrist und ihrem Bruder Nash Chambers als Produzent. Zu vier Titeln steuerten zwei Countrymusiker aus den USA, Buddy Miller und Julie Miller, Gitarre und Gesang bei. The Captain erschien 1999 und brachte Kasey Chambers ihren ersten eigenen ARIA Award für das beste Countryalbum des Jahres. Ein Jahr später bekam sie die Auszeichnung als Beste Künstlerin des Jahres. Das Album kam 1999 zwar nicht über Platz 11 der australischen Charts hinaus, verkauft sich aber über längere Zeit so gut, dass es 2001 mit Doppelplatin ausgezeichnet wurde. Daraufhin wurde es in diesem Jahr auch in den USA veröffentlicht. Es bekam gute Kritiken und erreichte Platz 52 der Countrycharts. Chambers tourte außerdem mit Lucinda Williams durch die USA und danach mit Emmylou Harris durch Australien.
Im September 2001 erschien bereits Kasey Chambers’ zweites Album Barricades & Brickwalls in Australien und stieg auf Platz 4 in die Albumcharts ein. Als Anfang 2002 Not Pretty Enough als Single ausgekoppelt wurde und sich zum Hit entwickelte, kehrte das Album in die Charts zurück und erreichte diesmal Platz 1. Das Lied kam auf Platz 1 der Singlecharts und damit war Chambers die erste australische Countrymusikerin, die gleichzeitig ein Album und eine Single auf Platz 1 bringen konnte. Not Pretty Enough war auch ihr einziges Lied, das sich im Ausland in Neuseeland in den Charts platzieren konnte: Es erreichte dort Platz 4. Während die Single schließlich auf Doppel-Platin kam, verkaufte sich Barricades & Brickwalls so gut, dass es Siebenfach-Platin erhielt. Mit Unterbrechungen war das Album über eineinhalb Jahre in den Charts. Mit Million Tears und If I Were You kamen zwei weitere Singleauskopplungen in die offiziellen Top 50. Barricades & Brickwalls war 2002 Australiens meistverkaufte nationale Albumproduktion und erhielt von der ARIA die Auszeichnungen Album des Jahres und Bestes Countryalbum, Chambers wurde erneut Beste Künstlerin. In den USA erschien das Album im Februar 2002, es erreichte Platz 13 in den Countrycharts und schaffte es sogar in die offiziellen offiziellen Albumverkaufscharts. 
Am 22. Mai 2002 bekam Kasey Chambers zusammen mit ihrem Lebensgefährten, dem Schauspieler und Regisseur Corey Hopper ihr erstes Kind. Sie zogen an die australische zentrale Ostküste. Im Jahr darauf nahm Kasey eine Coverversion des Lieds True Colors von Cyndi Lauper auf, das 2003 ein Top-5-Hit wurde und Goldstatus erreichte.
Am 31. Mai 2004 brachte Chambers ihr drittes Soloalbum Wayward Angel heraus. Es wurde ihr zweites Nummer-1-Album in Australien und übertraf schon in der ersten Woche die Platingrenze. Nach einem Jahr wurde es mit Dreifachplatin ausgezeichnet, bei den ARIA Awards wurde es erneut Bestes Countryalbum und die Interpretin zum dritten Mal Beste Künstlerin des Jahres. Mit Pony enthielt es außerdem eine weitere Top-10-Single. Auch in den US-Countrycharts war das Album wieder erfolgreich. Der Titelsong – übersetzt etwa „launischer Engel“ – handelt von ihrem Sohn Talon. Dem Familienglück war jedoch keine lange Dauer beschieden, im November 2004 trennten sich Chambers und Hopper nach vier gemeinsamen Jahren. Die Sängerin ging eine Beziehung mit dem Singer-Songwriter Shane Nicholson ein, den sie 2002 durch ihren Bruder bei einer musikalischen Zusammenarbeit kennengelernt hatte. Am 17. Dezember 2005 heiratete sie ihn.
Es folgte 2006 das Album Carnival, das eine Abkehr von der reinen Countrymusik brachte und eine Entwicklung in Richtung Roots Rock und Blues bedeutete. Es wirkten auch andere australische Musiker wie Bernard Fanning und Tim Rogers von You Am I daran mit. Damit erreichte sie in Australien erneut die Spitze der Charts und mit Nothing At All enthielt es ihren vierten Top-10-Hit. Zwar erhielt Chambers eine weitere Platinauszeichnung, das Album hielt sich aber nur 11 Wochen in den Charts und war das erste, das ohne ARIA Award blieb. Dies lag auch daran, dass sie eine persönliche Krise durchlief mit Überforderung, Essstörungen und Sinnzweifeln. Sie nahm sich eine längere Auszeit von ihrer eigenen Musik und dem Musikbusiness und fand mit Hilfe ihrer Familie wieder zur Musik zurück.
Das nächste Album Rattlin’ Bones zwei Jahre später war dann ein Duettalbum von Kasey Chambers mit ihrem Ehemann Shane Nicholson und war eine Rückbesinnung auf die klassische akustische Countrymusik. Zum vierten Mal in Folge erreichte sie Platz 1 der australischen Albumcharts und zum vierten Mal gewann sie die Country-Auszeichnung bei den ARIA Awards. Außerdem brachte das Album ihr die 16. Platin-Schallplatte ihrer Karriere. 2009 veröffentlichte sie mit ihrem Vater Bill und ihrem Bruder Nash ein Kinderalbum mit dem Titel Kasey Chambers, Poppa Bill and the Little Hillbillies, das zwar kommerziell nicht mit ihren Soloalben mithalten konnte, aber immerhin eine weitere ARIA-Award-Nominierung bekam. 

### Die 2010er
Bereits ein Jahr später folgte das nächste Studioalbum Little Bird, das etwas traditioneller wurde und Kasey Chambers in Richtung Country-Folk brachte. Sowohl ihre Serie der Nummer-eins-Alben als auch die der Platinauszeichnungen war damit beendet und sie erreichte nur Platz 3 in Australien, dafür kehrte sie in die US-Countrycharts zurück und kam sogar auf Platz 9 der amerikanischen Folkcharts. Weniger erfolgreich war sie dagegen mit einem Album mit Coverversionen mit dem Titel Storybook, das 2011 erschien. Es kam nur auf Platz 21 und war das erste Soloalbum ohne Singleerfolg und Verkaufsauszeichnung.
Mit dem Album Wreck & Ruin, dem zweiten zusammen mit Shane Nicholson, fand sie zwar musikalisch wieder in die Erfolgsspur zurück, die intensive Zusammenarbeit und das gemeinsame Touren wirkte sich aber negativ auf ihre Beziehung aus und so kam es 2013 zur Scheidung nach acht Jahren Ehe. Nicholson und Chambers haben zwei gemeinsame Kinder.
Nach vier Alben in vier Jahren nahm sie sich in ihrem Trennungsjahr eine Auszeit. Ihr nächstes Studioalbum entstand dann nicht nur ohne ihren Ehemann, sie verzichtete erstmals auch auf die Mitarbeit ihres Bruders Nash und arbeitete mit dem amerikanischen Produzenten Nick DiDia zusammen. Das Album mit dem Titel Bittersweet erschien im September 2014 und brachte sie bis auf Platz 2 der australischen Albumcharts. 2018 wurde Chambers als jüngstes Mitglied in die ARIA Hall of Fame aufgenommen.

## Diskografie

### Alben

#### Mit der Dead Ringer Band
- Red Desert Sky (1993)
- Home Fires (1995)
- Living in the Circle (1997)
- Hopeville (1998)
- Very Best Of: So Far (2000)

#### Solo
| Jahr | Titel                   | Höchstplatzierung, Gesamtwochen, AuszeichnungChartplatzierungen (Jahr, Titel, Platzierungen, Wochen, Auszeichnungen, Anmerkungen) | Höchstplatzierung, Gesamtwochen, AuszeichnungChartplatzierungen (Jahr, Titel, Platzierungen, Wochen, Auszeichnungen, Anmerkungen) | Höchstplatzierung, Gesamtwochen, AuszeichnungChartplatzierungen (Jahr, Titel, Platzierungen, Wochen, Auszeichnungen, Anmerkungen) | Anmerkungen                                    |
| Jahr | Titel                   | AU | US | Country | Anmerkungen                                    |
| ---- | ----------------------- | --- | --- | --- | ---------------------------------------------- |
| 1999 | The Captain             | AU11 ×2Doppelplatin · (31 Wo.)AU                                                                                                  | — | Country52 (14 Wo.)Country | ARIA Award (Country Album)                     |
| 2001 | Barricades & Brickwalls | AU1 ×7Siebenfachplatin · (84 Wo.)AU                                                                                               | US104 (4 Wo.)US | Country13 (28 Wo.)Country | ARIA Award (Album des Jahres, Country Album)   |
| 2004 | Wayward Angel           | AU1 ×3Dreifachplatin · (36 Wo.)AU                                                                                                 | — | Country31 (8 Wo.)Country | ARIA Award (Country Album)                     |
| 2006 | Carnival                | AU1 Platin · (11 Wo.)AU | — | — |                                                |
| 2008 | Rattlin’ Bones          | AU1 Platin · (28 Wo.)AU | — | — | mit Shane Nicholson ARIA Award (Country Album) |
| 2010 | Little Bird             | AU3 Gold · (17 Wo.)AU | — | Country32 (2 Wo.)Country | ARIA Award (Country Album)                     |
| 2011 | Storybook               | AU21 (5 Wo.)AU | — | Country53 (1 Wo.)Country |                                                |
| 2012 | Wreck & Ruin            | AU6 (6 Wo.)AU | — | Country35 (3 Wo.)Country | mit Shane Nicholson ARIA Award (Country Album) |
| 2014 | Bittersweet             | AU2 (7 Wo.)AU | — | Country49 (1 Wo.)Country | ARIA Award (Country Album)                     |
| 2017 | Dragonfly               | AU1 (9 Wo.)AU | — | — |                                                |
| 2018 | Campfire                | AU7 (4 Wo.)AU | — | — | mit the Fireside Disciples                     |

### Singles
| Jahr | Titel Album                               | Höchstplatzierung, Gesamtwochen, AuszeichnungChartplatzierungen (Jahr, Titel, Album, Platzierungen, Wochen, Auszeichnungen, Anmerkungen) | Höchstplatzierung, Gesamtwochen, AuszeichnungChartplatzierungen (Jahr, Titel, Album, Platzierungen, Wochen, Auszeichnungen, Anmerkungen) | Anmerkungen            |
| Jahr | Titel Album                               | AU | NZ | Anmerkungen            |
| ---- | ----------------------------------------- | --- | --- | ---------------------- |
| 2002 | Not Pretty Enough Barricades & Brickwalls | AU1 ×2Doppelplatin · (21 Wo.)AU | NZ4 (17 Wo.)NZ |                        |
| 2002 | Million Tears Barricades & Brickwalls     | AU32 (6 Wo.)AU | — |                        |
| 2002 | If I Were You Barricades & Brickwalls     | AU32 (4 Wo.)AU | — |                        |
| 2003 | True Colors                               | AU4 Gold · (10 Wo.)AU | — | Original: Cyndi Lauper |
| 2004 | Hollywood Wayward Angel                   | AU28 (7 Wo.)AU | — |                        |
| 2005 | Pony Wayward Angel                        | AU10 (12 Wo.)AU | — |                        |
| 2006 | Nothing At All Carnival                   | AU9 (8 Wo.)AU | — |                        |

Weitere Singles
- Cry Like a Baby (2000)
- The Captain (2000)
- Runaway Train (2001)
- Saturated (2005)
- Surrender (2006)
- Rattlin’ Bones (mit Shane Nicholson, 2008)
- Little Bird (2010)

## Auszeichnungen
- ARIA Awards (Stand: 2015)[1]
  - Best Female Artist (3): 2000, 2002, 2004
  - Album of the Year (1): 2002 (Barricades & Brickwalls)
  - Best Country Album (7): 1999 (The Captain), 2002 (Barricades & Brickwalls), 2004 (Wayward Angel), 2008 (Rattlin’ Bones), 2011 (Little Bird), 2013 (Wreck & Ruin), 2014 (Bittersweet), 2018 (Campfire)
  - sowie 19 weitere Nominierungen

- APRA Awards (Australian Performing Rights Association)[10]
  - Songwriter of the Year: 2002
  - Song of the Year: 2003 (Not Pretty Enough)
  - sowie weiter Auszeichnungen und Nominierungen

- CMAA Awards (Country Music Awards of Australia, „Golden Guitars“)[11]
  - Album of the Year (3): 2000 (The Captain), 2009 (Rattlin’ Bones, mit Shane Nicholson), 2015 (Bittersweet)
  - Single of the Year (4): 2005 (Like a River), 2006 (Pony), 2009 (Rattlin’ Bones, mit Shane Nicholson), 2013 (Bittersweet, mit Bernard Fanning)
  - Female Vocalist (2): 2000, 2005
  - Group or Duo (1): 2013 (Kasey Chambers & Shane Nicholson)